# Heinrich Kionka
Heinrich Gottlieb Julius Kionka (ur. 17 lutego 1868 we Wrocławiu, zm. 10 kwietnia 1941 w Wiesbaden) – niemiecki lekarz. Studiował w rodzinnym mieście, w 1893 roku otrzymał dyplom lekarski, od 1892 roku asystent na katedrze farmakologii. W 1896 roku habilitował się i został Privatdozentem. W 1901 został profesorem nadzwyczajnym farmakologii na Uniwersytecie w Jenie. W 1928 został członkiem Leopoldiny

## Wybrane prace
- Die Furchung des Hühnereies (1893)
- Grundriss der Toxikologie: Mit besonderer Berücksichtigung der klinischen Therapie für Studierende und Ärzte, Medizinal- und Verwaltungsbeamte (1901)
- Abriss der Arzneiverordnungslehre (1919)
- Vom Trinken und Rauchen: Eine Krit. Betrachtg vom Standpunkt d. Mediziners (1931)